# Cayetano Pineda Santa Cruz
Cayetano Pineda Santa Cruz (Oriola, 1828 - Bunyol, 1901) fou un advocat i polític valencià, diputat a les Corts Espanyoles durant la restauració borbònica.

## Biografia
Es llicencià en dret a la Universitat de València. Nebot de Francisco Santa Cruz, quan aquest fou nomenat el 1854 ministre de Governació i Hisenda, el va cridar a Madrid per tal d'ocupar alguns càrrecs al ministeri de Foment. Tornà a València i es casà amb la filla d'Alonso Navarro, un dels principals caps de la Unió Liberal i gran propietari de la Foia de Bunyol. A la mort del seu sogre, el 1863, es posà de part del cap liberal Trinitario Ruiz Capdepón.
El 1866 fou membre de la Diputació de València pel districte de Xiva i després de la revolució de 1868 ho fou per Carlet. En els rengles del Partit Constitucional, el 1874 fou novament diputat provincial per Carlet. Amb la restauració borbònica entrà a l'ajuntament de Carlet i va ser elegit diputat del Partit Liberal Fusionista pel districte de Xiva a les eleccions generals espanyoles de 1886. El 1888 va deixar el seu escó a Julián Settier Aguilar perquè fou nomenat governador civil de la província de Tarragona; dos anys més tard, el 1890, passà al govern civil de Castelló.